# 人間 (映画)
『人間』（にんげん）は、1962年11月4日に日本で公開された映画。

## ストーリー
伊豆大島で漁船の船長をする亀五郎は、1泊2日の予定で近くの島に仕事をしに八蔵、自身の甥・三吉、それに偶然便乗することになった海女の女・五郎助と船出する。しかし沖に出た途端、嵐に巻き込まれてエンジンが止まってしまい、船は東へ東へと流される。数日後、ようやく嵐が収まるが身動きが取れず、亀五郎たちは少ない食料で生き延びながら他の船が通りかかるのを祈るしかない。
船出から約3週間後、八蔵と五郎助が空腹により不満を持ち始めて結託し、亀五郎と三吉の2人と対立し、寝起きや食事も2人とは分かれて好き勝手に過ごし始める。その後、懸命に生き延びようとする亀五郎をよそに、三吉は餓死する恐怖に怯え、八蔵と五郎助は飢えから徐々に異変が生じ始める。ある日、腹が減った八蔵は五郎助と今食べたい料理の話から会話の流れで人間の肉の話になり、極限状態の2人は三吉を殺して食すことを思いつく。

## スタッフ
- 監督・脚本・美術：新藤兼人
- 製作：絲屋寿雄、能登節雄、湊保、松浦栄策
- 原作：野上弥生子『海神丸』
- 撮影：黒田清巳
- 音楽：林光

## キャスト
五郎助
演 - 乙羽信子
海女さん。働きながら亡き夫の代わりに大黒柱となり息子を育てる。冒頭で自身が獲ったあわびを別の島で売るために亀五郎の船に便乗する。普段から男っぽい言動をしている威勢のいい性格。漂流後は考えが似ている八蔵に同調したり行動を共にする。過去に生前の夫がどこかからもらってきた猿の肉を食べた経験があるとのこと。
亀五郎
演 - 殿山泰司
漁船『海神丸』の船長。他の3人と同じ村で育ったことから、自身の中では仲間意識が強い。『こんぴらさま』(詳しくは『金刀比羅宮』を参照)を信じており、操舵室に『こんぴらさま』を祀り毎日祈りを捧げる。漂流後は、他の3人が自暴自棄になったり不安になるのを励まし何とか生きて帰ろうとする。
八蔵（はちぞう）
演 - 佐藤慶
青年。周りから『はち』と呼ばれている。亀五郎から仕事を頼まれて、お盆休み前の小遣い稼ぎとして彼の漁船に乗る。しかしその後嵐により海を漂流したため「亀五郎の口車に乗せられてしまった」と愚痴をこぼし、反抗的な態度を取るようになる。4人の中で一番食べることに意地汚く自己中心的な性格で責任感がほとんどない。
三吉
演 - 山本圭
亀五郎の甥。20歳前後の若者。漁船の仕事は、指示されれば何とかできるがまだ経験が浅く半人前。五郎助と八蔵とも顔なじみで親しくしている。回想では、女性を後ろに乗せてバイクで風を切って走るシーンがある。漂流後は、乏しい食事に餓死する不安を抱えながらも、叔父(もしくは伯父)の亀五郎を頼りに漂流生活を支え合う。

### その他
亀五郎の妻
演 - 渡辺美佐子
回想シーンで、亀五郎と自宅の庭らしき所で夕涼みがてら2人で酒を飲んでいる。
港の女
演 - 佐々木すみ江
回想シーンに登場。居酒屋で八蔵と楽しく酒を飲むなどして過ごしていた。
こんぴらさん
演 - 観世栄夫
亀五郎の夢の中に登場。作中では能のお面を被り舞を舞いながら、独特な節回しで「雨が降るから早う飲め」などとお告げを言う。
兵隊
演 - 浜村純
亀五郎の夢の中に登場。詳細は不明だが過去の戦争で亀五郎と同じ戦地にいたらしき人物。
ボースン
演 - 加地健太郎
大型船の甲板長。海外からの帰りに、沖で漂流していた『海神丸』を偶然発見する。
警部
演 - 村山知義
大島に戻ってきた『海神丸』を調べる。